# 王珙 (明朝)
王珙（？—？），字大美，號長石，湖广黄州府蕲州人，明朝政治人物。

## 生平
万历四十三年（1615年）乙卯科湖广乡试举人，四十七年（1619年）己未科進士，授四川華陽縣知縣，任官时竭力防御，保全省会。天啓五年（1625年）四月考选，授广西道御史，管廠庫，条陈三款：一清蠹耗、一肃官联、一优边材。六年五月，巡按苏松常镇，七年正月与应天抚按毛一鹭请建魏忠贤生祠于虎丘山普福胜地。八月以殿工加升太僕寺少卿，照旧管事。崇祯二年四月以阉党被削籍为民。
王珙任御史时，初苦无子，以祈嗣请于先师三昧老人，老人适开创黄梅四祖寺，因令创医祖殿于正位，必保得子。公笃信，顿发肯心，乃独力创建，备极壮丽，甲于楚中，殿成，公旋得子。又闯贼将破蕲州，忽一老僧趺坐公门七日，公出，见问何所募，僧曰：不募别事，止化居士一门剃发出家。公曰：吾忝在宦家，如何一门能剃削乎？老僧曰：稍迟大祸立至矣！言讫忽不见。公憬然大悟曰：此必四祖现身说法也。乃聚青黑衣帐帏幔，尽制为僧帽，将百顶，一家老幼皆剃发。忽报城陷，遁入城北隅四祖寺，全家获免。

## 家族
曾祖王廷文，监生。祖父王懋仁，登仕郎、典宝，祖母庞氏，以贞节著，孫珙陈其状于朝，建坊凤山麓。父王之鄰。

## 遗迹
县文明门内有“执法清朝”坊，为御史王珙建。墓在杨门龙泉寺之左，祖墓在渴口畈柏树林。